# Roberval (Franciaország)
Roberval település Franciaországban, Oise megyében. Lakosainak száma 352 fő (2022. január 1.). Roberval Rhuis, Pontpoint és Villeneuve-sur-Verberie községekkel határos.

## Népesség
A település népessége az elmúlt években az alábbi módon változott:
| Lakosok száma | 378  | 374  | 377  | 367  | 363  | 356  | 354  | 352  | 352  |
|               | 2013 | 2015 | 2016 | 2017 | 2018 | 2019 | 2020 | 2021 | 2022 |